# Box of Rain
 (juin 2025).
Box of Rain est une chanson de l'album American Beauty des Grateful Dead sorti en 1970, composée par le bassiste Phil Lesh et écrite par Robert Hunter et chantée par Lesh.

## Historique
Box of Rain a été joué pour la première fois le 17 septembre 1970 au Fillmore East à New York. Elle n'a pas été jouée pendant deux ans. Les Grateful Dead l'ont reprise à l'automne de 1972 et l'ont jouée en 1972 et 1973. Ils la reprennent seulement le 20 mars 1986 au Coliseum à Hampton, en Virginie. Ensuite, la chanson a été fréquemment jouée en concert à la demande du public aux cris de We want Phil!. Box of Rain a été la dernière chanson exécutée le 9 juillet 1995, au Soldier Field de Chicago.

## Description
Box of Rain est principalement acoustique et a ses racines dans le folk et la country comme la plupart des chansons de l'album American Beauty. C'est la première chanson des Grateful Dead où Phil Lesh est le principal chanteur. Lors des concerts des années suivantes, les fans encourageaient Phil à chanter par des Let Phil sing!